# Prison de Vladimir
La prison de Vladimir, officiellement « prison no 2 de l'oblast de Vladimir du service pénitentiaire fédéral de Russie » mais plus connue sous le nom de Vladimirski Tsentral (en russe : Владимирский централ), est une centrale pour criminels dangereux fondée au XVIIIe siècle dans la ville de Vladimir, située à 180 km à l'est de Moscou. Elle est ouverte en 1783 et a une capacité de 1 220 places.

## Histoire
La construction de la prison de Vladimir fut ordonnée par un décret de l'impératrice Catherine II en 1783. Une prison de transit fut construite en 1825 et devint une maison d'arrêt : la prison de Vladimir no 1.
En 1921, elle devint une centrale où étaient détenus des prisonniers politiques. La prison fait partie du système carcéral spécial organisé par décret du Conseil des Ministres de l'URSS no 416-159 du 21 février 1948 « de l'organisation des camps du ministère des Affaires intérieures à régime strict pour détenir les criminels d'Etat particulièrement dangereux » : espions, saboteurs, terroristes, trotskistes, mencheviks, anarchistes, SR, nationalistes, émigrés blancs et autres membres d'organisations antisoviétiques, ainsi que les individus dangereux par leur antisoviétisme et leurs relations avec l'activisme de l'ennemi,.

## Détenus célèbres

### Avant la Révolution
- Le révolutionnaire Mikhaïl Frounze.

### Période soviétique
- Scénariste : Daniel Andreiev
- Militant des Droits de l'Homme : Vladimir Boukovski, Kronid Lioubarski (en)
- Journaliste : Simon Lyandres (en 1942, père de l'écrivain Julian Semenov)
- Politiques : Boris Menchaguine, maire des villes soviétiques de Smolensk et Babrouïsk lors de l'occupation allemande
- Militaire : Francis Gary Powers (1960-1963, pilote de l'avion espion U2 abattu le 1er mai 1960)
- Académicien : Vassili Parin
- Dirigeant du Parti révolutionnaire ukrainien : Cyril Osmak
- Lieutenant-général du KGB Pavel Soudoplatov de 1958 à 1968 ; le major du NKVD Nahum Eitingon
- Artistes : Lidia Rouslanova de 1950 à 1953, Zoïa Fiodorova
- Religieux : l'Archimandrite des moines studites Clément Sheptytsky (1949-1951)

#### Dirigeants baltes
Dans la prison furent notamment détenus des dirigeants des États baltes sous les numéros suivants :
- no 1 - Antanas Merkys, Premier ministre lituanien.
- no 2 - Maria Merkienė, épouse de A. Merkys.
- no 4 - Gedemin Merkys, fils de A. et M. Merkys.
- no 5 - Juozas Urbšys, ministre des Affaires étrangères de Lituanie.
- no 6 - Marija Urbšienė, épouse de J. Urbšys.
- no 7 - Vilhelms Munters, ministre des Affaires étrangères de la Lettonie.
- no 8 - Natālija Munters, épouse de V. Munters.
- no 9 - Jānis Balodis, vice-président et ministre de la Guerre de la Lettonie.
- no 10 - Elvīra Balode, épouse de J. Balodis.
- no 11 - Johan Laidoner, général commandant de l'armée estonienne (Mort en prison).
- no 12 - Maria Laidoner, épouse de J. Laidoner.
- no 30 - Aleksandras Stulginskis, président de la Lituanie.
- no 31 - Stasys Šilingas, ministre de la Justice, membre du Conseil d'État de la République de Lituanie.
- no 32 - Juozas Tonkūnas, ministre de l'Éducation de la Lituanie.

#### Parents de Staline
- Vassili Djougachvili, général d'aviation, fils de Staline
- no 23 - Anna S. Allilouïeva.
- no 22 - Evguenia A. Allilouïeva, épouse du frère de la seconde épouse de Staline Nadejda Allilouïeva-Staline.

#### Détenus du IIIeReich
- Helmuth Weidling, dernier commandant de Berlin, il dirigea la défense du Reichstag
- le maréchal Ewald von Kleist (mort en prison en 1954)
- le maréchal Friedrich Paulus
- le chef de la garde personnelle d'Hitler Johann Rattenhuber
- Ferdinand Schörner, feldmaréchal, commandant du groupe d'armées Centre

## Média
La prison de Vladimir est citée dans des chansons comme le Prisonnier juif ou la Centrale de Vladimir par Mikhaïl Krug,.

## Sources
- (ru) Cet article est partiellement ou en totalité issu de l’article de Wikipédia en russe intitulé « Владимирский централ » (voir la liste des auteurs).

[vidéo]